# 休门街道
休门街道，是中华人民共和国河北省石家庄市桥西区下辖的一个乡镇级行政单位。

## 行政区划
休门街道下辖以下地区：
东风路南社区、东风路北社区、建胜路社区、槐中路社区和槐北路社区。